# Xırdalan
Xırdalan (bijwijlen gespeld als Khyrdalan of Khurdalan of Khirdalan) is een stad in Azerbeidzjan en is de hoofdstad van het district Abşeron.
De stad telt 93.600 inwoners (01-01-2012).
In Xırdalan staan de grootste bierbrouwerijen van Azerbeidzjan. Het gelijknamige bier is overal in Azerbeidzjan en Georgië te verkrijgen.